# Ču Siang-chua
Ču Siang-chua, pinyin: Zhu Xianghua, (* 1977 Čchen-ťia-kou) je učitel a trenér tchaj-ťi čchüan stylu Čchen a jako nejmladší syn Mistra Ču Tchien-cchaj (19. generace Čchen Tchaj-ťi čchüan) je tak pokračovatelem – Mistrem 20. generace rodiny Čchen.

## Život
Ču Siang-chua se narodil v roce 1977 jako nejmladší syn Mistra Ču Tchien-cchaj (jednoho ze 13 světových velmistrů tchaj-ťi čchüan) ve vesnici Čhen-ťia-kou (kolébce stylu tchaj-ťi čchüan). Jeho nejstarším bratrem (a prvorozeným synem Mistra Ču Tchien-cchaj) je Ču Pao-lin (Zhu Baolin), který vyučuje v jihočínském Šenčenu. Dalším jeho bratrem je druhorozený Mistrův syn Ču Siang-čchien (Zhu Xiangqian, * 1972) a v pořadí třetím Mistrovým synem je Ču siang-i (Zhu Xiangyi). Nejmladším (a tudíž čtvrtým synem Mistra Ču Tchien-cchaj) je tedy Ču Siang-chua (Zhu Xianghua, * 1977).
Pod vlivem svého otce se Ču Siang-chua začal záhy (již od svých tří / čtyř let věku) věnovat výuce bojového umění a věnovat se mu spíše jako sportu než umění sebeobrany.
Ve věku sedmi / osmi let začal navštěvovat oddíl bojového umění pro děti v nedalekém městě Wen-sien (Wenxian). Každý všední den trénoval od 5 do 7 hodin ráno, pak následovala školní docházka a po školní výuce se po večerech (a o víkendech celé dny) věnoval cvičení. Oddíl ve Wen-sien navštěvoval asi 5 let, účastnil se soutěží a nakonec dostal nabídku k pokračování ve speciální sportovní odborné škole bojových umění v Zhengzhou – hlavním městě provincie Che-nan (Henan).
Běžná středoškolská výuka zde byla obohacena o sportovní předměty, tréninkové aktivity a soutěže, celkové pojetí studia kladlo vyšší důraz na bojový aspekt Tchaj-ťi čchüan (například procvičování úderů typu fajin (fa-ťin); mnoho desítek minut trvající statické pozice v pozicích kung-pu nebo tanpien). Škola své žáky ovšem vzdělávala i v běžných sportovních dovednostech: běh, skoky, posilování, protahování apod.
Po skončení střední školy Ču Siang-chua pomáhal svému otci při jeho cestách po čínských městech i po světě (Singapur, Hongkong), ale záhy se vrátil ke studiu angličtiny, počítačových technologií a ekonomice obchodu. Po skončení tohoto typu studia začal chodit do práce, ale současně (ráno a večer) ještě asi pět let pomáhal otci s výukou Tchaj-ťi. Nakonec se Ču Siang-chua vrátil do rodného domu v Čhen-ťia-kou, kde spolu se svým otcem celoročně zajišťuje výuku v Tiancai Institute (založeném v roce 2010).
Kromě učitelské (a organizační) práce v Tiancai Institute (+ lektorování mimo Čínu) působí Ču Siang-chua i jako rozhodčí na největší soutěži v Tchaj-ťi čchüan v čínském Tchiao-cchuo (Ťiao-cuo), kde se jednou za dva roky porovnávají výkony soutěžících z celého světa.
Evropané první rok / dva cvičí lépe než Číňané, protože vnějším pohybům sice moc nerozumí, ale trénují delší dobu, přesněji a důsledněji. Číňané pohyby od začátku lépe chápou ale chtějí rychleji postupovat a tak při tréninku nejsou tak přesní a netrénují dostatečně dlouho. Po dvou / třech letech ale začnou být Číňané ve vedení vnějších pohybů lepší, neboť se sice znalost s Evropany srovná, ale Číňané bojovému umění „historicky a kulturně“ lépe rozumějí. ... To ale neznamená zásadní problém při výuce, jen je nutno pochopit podstatu bojového umění a při tréninzích se zaměřovat na různé věci (zlepšení dýchání, plynulost a přesnost pohybu, získání síly, rychlé pohyby, ...). ... K úspěšnéu zvládnutí bojového umění patří také dobrý učitel, prostředí, kde se cvičí, velká komunita různě pokročilých žáků, filmy a videa na nichž cvičí někdo jiný či porovnávání se v lokálních i mezinárodních soutěžích.
Ču Siang-chua, O výuce Tchaj-ťi čchüan, 

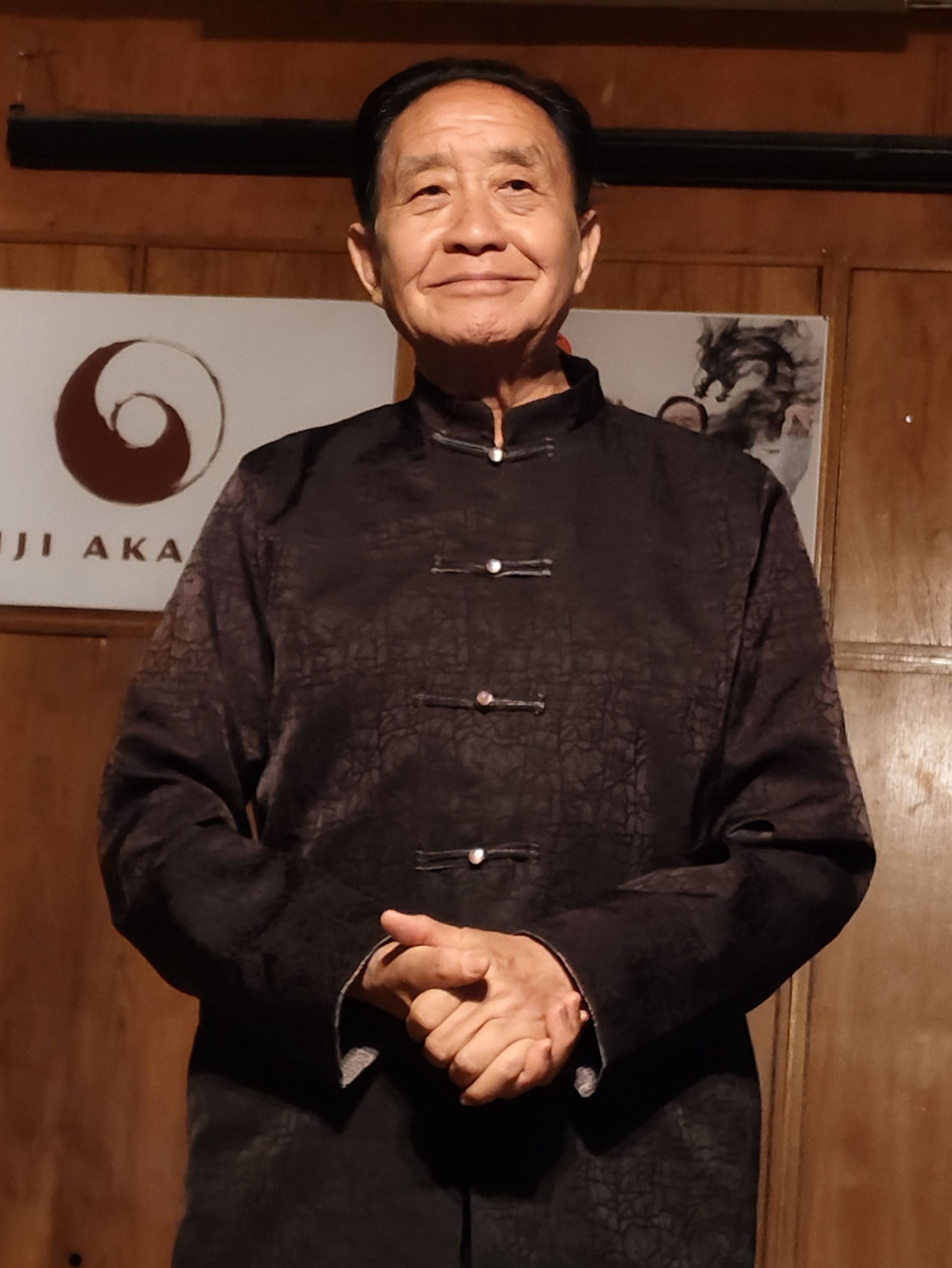
Jeho otec Ču Tchien-cchaj (25. dubna 2025)
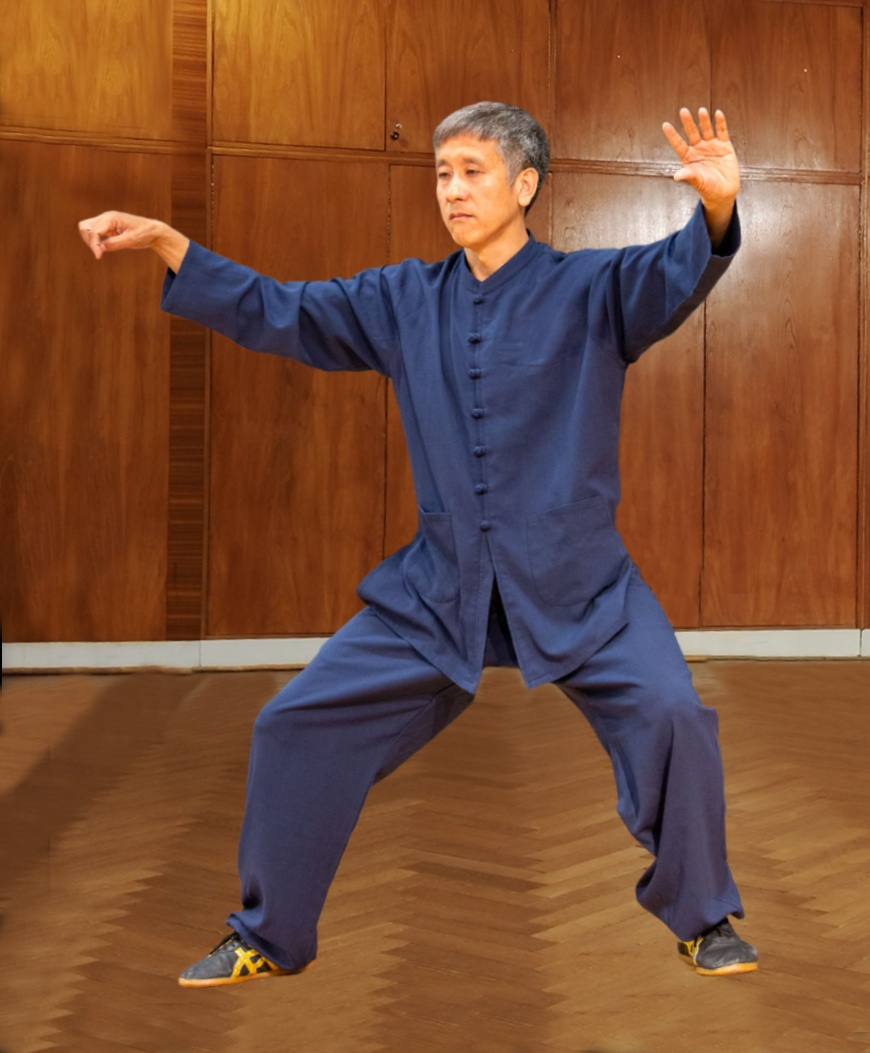
Jeho bratr Ču Siang-čchien (červen 2024)